# 夏尉喻
夏尉喻（英語：Barbie Liu，1985年1月1日—），香港女演員。

## 生平
Barbie於2004至2006年就讀於英皇教育九龍灣總校修讀日校中六和中七課程，原本是OL，曾經用過藝名廖祉甯，出身自單親家庭，曾參選2010年香港小姐競選（在面試期間是頂頭大熱，在進入第二輪面試的30多位參選佳麗之一後便被淘汰）和2010年亞洲小姐競選（是該屆港澳賽區１３候選佳麗之一但最後無法入圍最後６強），2014年開始參與拍攝《喜愛夜蒲3》，曾試鏡周星馳電影《美人魚》，後出演台港合拍的《台北夜蒲團團轉》。

## 性感形象
Barbie曾以一襲淡綠短裙裝談工作被狗仔拍到，其性感身材受到矚目 ，台灣媒體稱她為「香港奶神」。其笑容臉龐也激似華歌爾胸罩廣告中的日本女孩渡邊智子。
三圍数字是34.5-23-33.5

## 電影
- 《2013我愛HK恭囍發財》（2013年）
- 《溝女不離三兄弟》（2013年）
- 《喜愛夜蒲3》（2014年）
- 《台北夜蒲團團轉》（2015年）
- 《猛龙特囧》（2015年）
- 《綁架丁丁當》（2016年）
- 《魔幻调酒师之迷失男女》（2017年）

## 電視節目
- ViuTV綜藝節目《胸x計》（2017年）

## 外部連結
- 「Barbie姐」廖祉甯宇宙最靚 （页面存档备份，存于）
- 松岡 夏尉喻爭行尾運 （页面存档备份，存于）
- 夏尉喻的新浪微博